# Stenasellus assorgiai
Stenasellus assorgiai là một loài chân đều trong họ Stenasellidae. Loài này được Argano miêu tả khoa học năm 1968.